# Laurêncio (médico)
Laurêncio (em latim: Laurentius) foi um bizantino do século VI, ativo na Itália. Sabe-se através de seu epitáfio que exerceu a função de médico na Sicília. Era casado com Prosócia.